# اندیس آنومالی ابراهیمی
آنومالی ابراهیمی یک اندیس فلزی است که در حوالی شهر سهل آباد استان خراسان قرار دارد و مادهٔ معدنی موجود در آن، طلا است.سنگ میزبان این اندیس دونیت، گرانیت، گرانودیوریت، دیوریت، سرپانتینیت، توف، کنگلومرا، دیاباز، بیوتیت گنیس و سنگ‌های الترابازیک است  در این اندیس، پاراژنز‌های منیتیت، هماتیت، پیروکسن، کلریت، لیمونیت، پیریت، کرومیت و مالاکیت یافت می‌شوند.